# Bibow
Bibow es un municipio situado en el distrito de Mecklemburgo Noroccidental, en el estado federado de Mecklemburgo-Pomerania Occidental (Alemania). Tiene una población estimada, a fines de 2020, de 376 habitantes.
Desde julio de 2004 forma parte de la subdivisión administrativa de Neukloster-Warin.
El castillo de Hasenwinkel, construido entre 1908 y 1912, funciona como centro de conferencias desde 1996, y desde 2002 ha sido incluido entre los 10 mejores de Alemania.